# 브린 맥올리

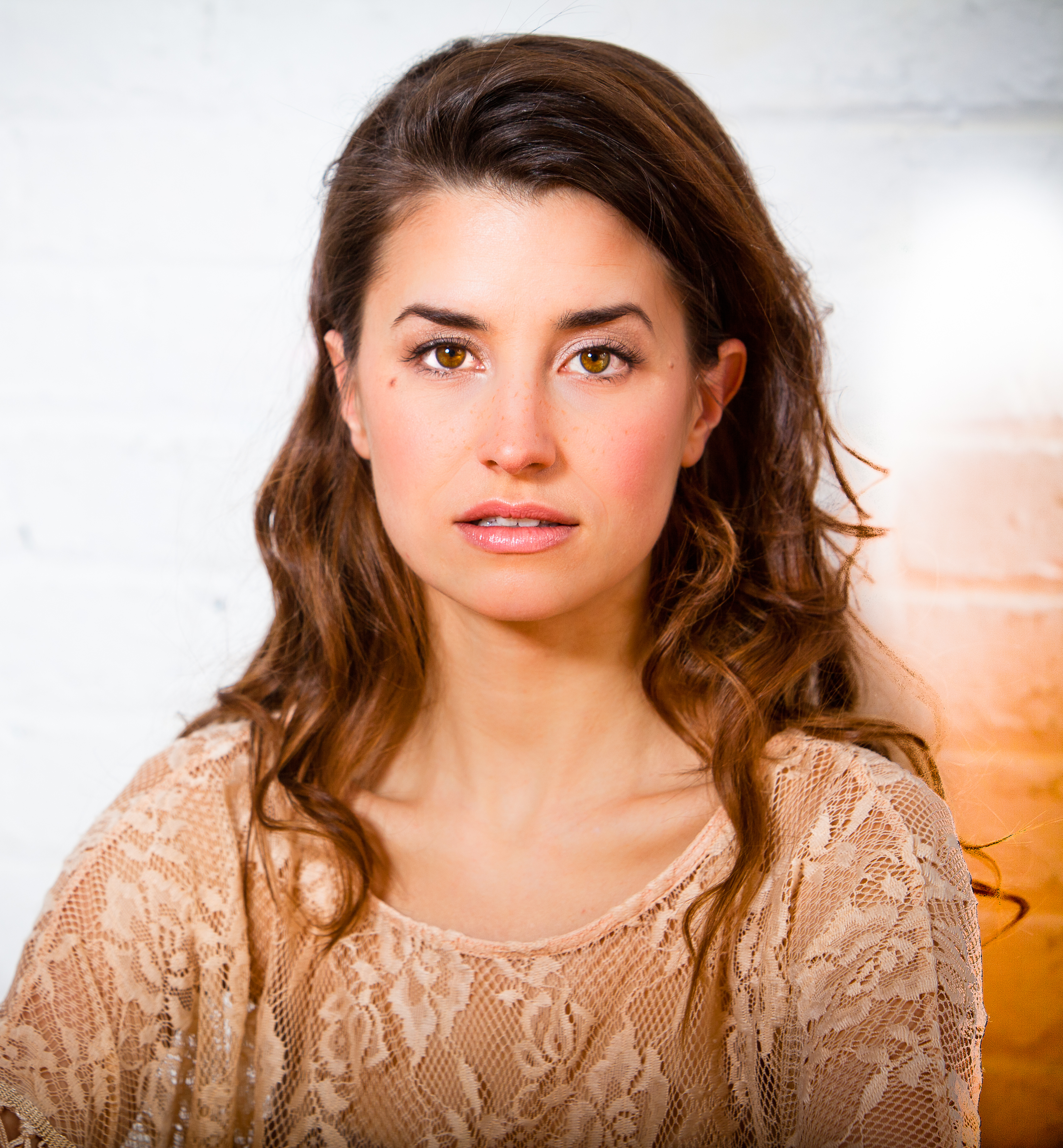

브린 맥올리(Bryn Lauren McAuley, 1989년 6월 9일 ~ )는 캐나다의 가수, 성우이다.
토론토에서 태어났다.

## 영화
- 아론 스톤 (2009년)
- 왓 케이티 디드 (1999년)
- 슬립프 룸 (1998년)
- 프러바커터 (1998년)